# Aguilaria subochracea
Aguilaria subochracea é uma espécie de gastrópode e é a única espécie do gênero Aguilaria, pertencente a família Pseudomelatomidae.